# Guerra Jōkyū
La guerra Jōkyū (承久の乱?, jōkyū no ran), conosciuta anche come rivolta Jōkyū , ribellione Jōkyū o guerra Shōkyū, avvenne in Giappone nel 1221 tra le forze dell'Imperatore in ritiro Go-Toba e quelle del clan Hōjō, reggenti dello shogunato Kamakura.

## Antefatti
All'inizio del XIII° secolo lo shogunato Kamakura bloccò le manovre politiche dell'Imperatore Go-Toba. Alla ricerca dell'indipendenza e del potere che considerava legittimamente suo come quale sovrano del Giappone, Go-Toba riunì i suoi alleati e nel 1221 e progettò un rovesciamento dello shogunato. Questi alleati consistevano principalmente in membri del clan Taira e di altri nemici dei Minamoto, vincitori della guerra Genpei.
Le scritture del primo vessillo Imperiale appaiono in questo periodo e si dice che il primo sia stato uno di questi che Go-Toba diede a un generale durante la guerra. Immagini del sole e della luna furono ricamate o dipinte con oro o argento su un broccato rosso.

## La guerra
Nel quinto mese lunare del 1221 (maggio) l'imperatore Go-Toba decise le linee di successione senza consultare lo shogunato. Quindi invitò un gran numero di potenziali alleati tra i guerrieri orientali di Kyoto a un grande festival, rivelando così la lealtà di coloro che rifiutarono l'invito. In tal modo un importante ufficiale rivelò la sua lealtà allo shogunato e fu ucciso. Diversi giorni dopo la Corte imperiale dichiarò Hōjō Yoshitoki, il reggente e rappresentante dello shogunato, un fuorilegge, e tre giorni dopo l'intero Giappone orientale si era ufficialmente sollevato in ribellione.
Hōjō Yoshitoki decise di lanciare un'offensiva contro le forze di Go-Toba a Kyoto, usando la stessa strategia su tre fronti che era stata impiegata qualche decennio prima. Un esercito arrivava dalle montagne, uno da nord, e il terzo, comandato dal figlio di Yoshitoki, Yasutoki, si avvicinò attraverso la strada Tōkaidō.
Queste forze trovarono una debole opposizione nel loro cammino verso la capitale; i comandanti Imperiali venivano superati senza combattere. Quando Go-Toba venne a sapere di questa serie di sconfitte, lasciò la città per il Monte Hiei, dove chiese aiuto ai sōhei, i monaci guerrieri del Monte Hiei. Questi declinarono, citando la debolezza dell'Imperatore e Go-Toba tornò a Kyoto. I resti dell'esercito Imperiale combatterono la loro ultima battaglia sul ponte sul fiume Uji che sbarrava l'entrata a Kyoto, dove fu combattuta la battaglia iniziale della guerra Genpei, 41 anni prima. Le forze del bakufu attaccarono l'intera linea del fiume da Uji a Seta, e le forze Imperiali resistettero per molte ore. Tuttavia alla fine le forze di Yasutoki ruppero la linea difensiva e dispersero i restanti difensori, aprendo la strada alla città per il resto delle loro forze.
La capitale fu conquistata dalle forze dello shogunato e fu messa fine alla ribellione. Go-Toba fu bandito nelle isole Oki, da dove non fece più ritorno. Furono anche banditi i suoi figli, tra cui l'Imperatore in ritiro Tsuchimikado (a Tosa), l'Imperatore in pensione Juntoku (a Sado), e l'Imperatore Chūkyō, primo figlio di Juntoku, recentemente nominato Imperatore, fu sostituito dall'imperatore Go-Horikawa, nipote di Go-Toba.
Lo shogunato confiscò tremila proprietà Imperiali, nominò jitō addizionali per sovrintendere al Giappone centrale e occidentale e stabilì un ramo shogunale.